# Богуслав Фредерік Радзивілл
Богуслав Фредерік Вільгельм Маріуш Фердинанд Август Радзивілл (*3 січня 1809 — 2 січня 1873) — військовий діяч польського походження королівства Пруссія. Був 2-м ординатом на Пшигодзице, 11-м ординатом Олицьким.

## Життєпис
Походив з магнатського роду Радзивіллів, Прусської лінії Несвізько-Олицької гілки. Третій син Антонія Генріха Радзивілла, намісника Великого князівства Познанського, і Луїзи Прусської. Народився 1809 році у Кенінгсберзі. Замолоду обрав військову кар'єру. У 1828 році отримав звання молодшого лейтенанта.
У 1832 році оженився з представницею роду Кларі-Альдрінген. 1833 року після смерті батька разом зі старшим братом Вільгельмом Радзивіллом розділив основні родинні володіння, ставши ординатом Олицьким і Пшигодзицьким. У 1836 році у званні капітана вийшов у відставку. Після цього протягом 10 років був членом Берлінського магістрату, опікувався бідними. Також був патроном парафіяльного костелу в Острові-Великопольськім. Брав участь у заснуванні Островської королівської гімназії. Був провідним членом католицької парафії Гедвіґ у Берліні. Радзивілл сприяв заснуванню першої католицької лікарні в Берліні.
Служив у 1-му гвардійському піхотному полку. У 1840 році отримав чин майора. 1847 року став членом панської курії Об'єднаного ландтагу. У 1848 році виступав проти включення Великого князівства Познанського до складу Прусського королівства.
На початку 1850-х років став членом парламенту Ерфуртського союзу. У 1854 році увійшов до складу Палати панів — верхньої палати парламенту Пруссії. Симпатизував католицькій центристській партії. Також належав до місцевого ландтагу Познані. Водночас Радзивіл став почесним членом Товариства католицького читання. Завдяки родинним зв'язкам вплинув на короля Вільгельма I задля створення в Міністерстві духовності католицького відділу, завдяки чому сприяв збереженню національного духу на польських землях. Утім більше уваги приділяв підтримці католицької церкви загалом.
У 1870 році став генерал-лейтенантом. Після звільнення з військової служби займався благодійністю. Помер 1873 року.

## Родина
Дружина — Леонтіна-Габріела, донька Карла Йосипа, 3-го князя Кларі-Альдрінген.
Діти:
- Фердинанд Фредерік (1834—1926), 12-й ординат Олицький і 3-й ординат Пшигодзіцький
- Фредерік Вільгельм (1836—1922)
- Фредеріка Вільгеміна (1837—1843)
- Фредерік Вільгельм (1839—1907)
- Пауліна Людвіка (1841—1894), відомий філантроп
- Едмунд (1842—1895)
- Адам Єжи (1844—1907 році)
- Феліція Марія (1849—1930), дружина князя Ріхарда фон Клари унд Альдрінген
- Матильда Кунегунда (1850—1931)